# Lettland i olympiska vinterspelen 1936
Lettland deltog med 26 deltagare vid de olympiska vinterspelen 1936 i Garmisch-Partenkirchen. Ingen av landets deltagare erövrade någon medalj.